# 劇団エンゼル
劇団エンゼル（げきだんエンゼル）は、日本の劇団である。

## 概要
1965年に創立。児童・ 青少年演劇の制作・企画・公演活動を行っている。
日本児童・青少年演劇劇団協同組合の加盟劇団である。
舞台作品の赤毛のアンは、ミュージカルでない純粋舞台劇としては日本国内で唯一劇団エンゼルが許諾認可された上演権利を所有している。

## 主な作品
- 赤毛のアン〜みどりやねの朝〜（原作：L・M・モンゴメリ）
- ごんぎつね
- はじめに見えたもの（脚本：太田省吾）
- うそつきピョン吉
- てれすこうぷ大明神
- 星空に吠えろトランペット

## 主な客演出演（五十音順）
- アイシス (タレント)
- あらい汎
- 石山雄大
- 大杉漣（友情出演）
- 金森だいすけ
- 小原春香
- 齋藤ヤスカ
- 大佳央
- 福吉大雅
- 山田栄子